# Алана Эванс
Алана Эванс (англ. Alana Evans, настоящее имя англ. Dawn Vanguard род. 6 июля 1976 года) — американская порноактриса, член зала славы AVN с 2015 года. В титрах иногда упоминается как англ. Jenna Talia (каламбур над словом «гениталии» — она так ненавидела псевдоним, что после двух фильмов снова вернулась к «Алане Эванс»). 16 января 2018 года Алана появилась на ток-шоу Megyn Kelly Today, где Мегин Келли обратилась к ней по настоящему имени Dawn Vanguard.

## Биография
Родилась 6 июля 1976 года в Форт Кэмпбелл, Кентукки. Выросла в Сан-Хосе, Калифорния. Также жила в Сакраменто и Лос-Анджелесе. Первая работа — в сети пиццерий Round Table Pizza. В 14 лет у Аланы был вырезан аппендикс.
Когда Алане было три месяца, её мать развелась с её отцом (он был солдатом армии США) и создала семью в Северной Калифорнии. К тому времени, когда Алане исполнилось 16 лет, её мать умерла от цирроза печени из-за алкоголя.
У Аланы был первый сексуальный контакт с 14-летним мальчиком и первый «настоящий» опыт с 17-летней девочкой.
В 2007 году Алана окончила Independence High School в Сан-Хосе, Калифорния. В это время она состояла в браке с 18-летним афроамериканцем. Алана и её муж наслаждались открытыми отношениями, посещали секс-вечеринки и клубы.

## Карьера

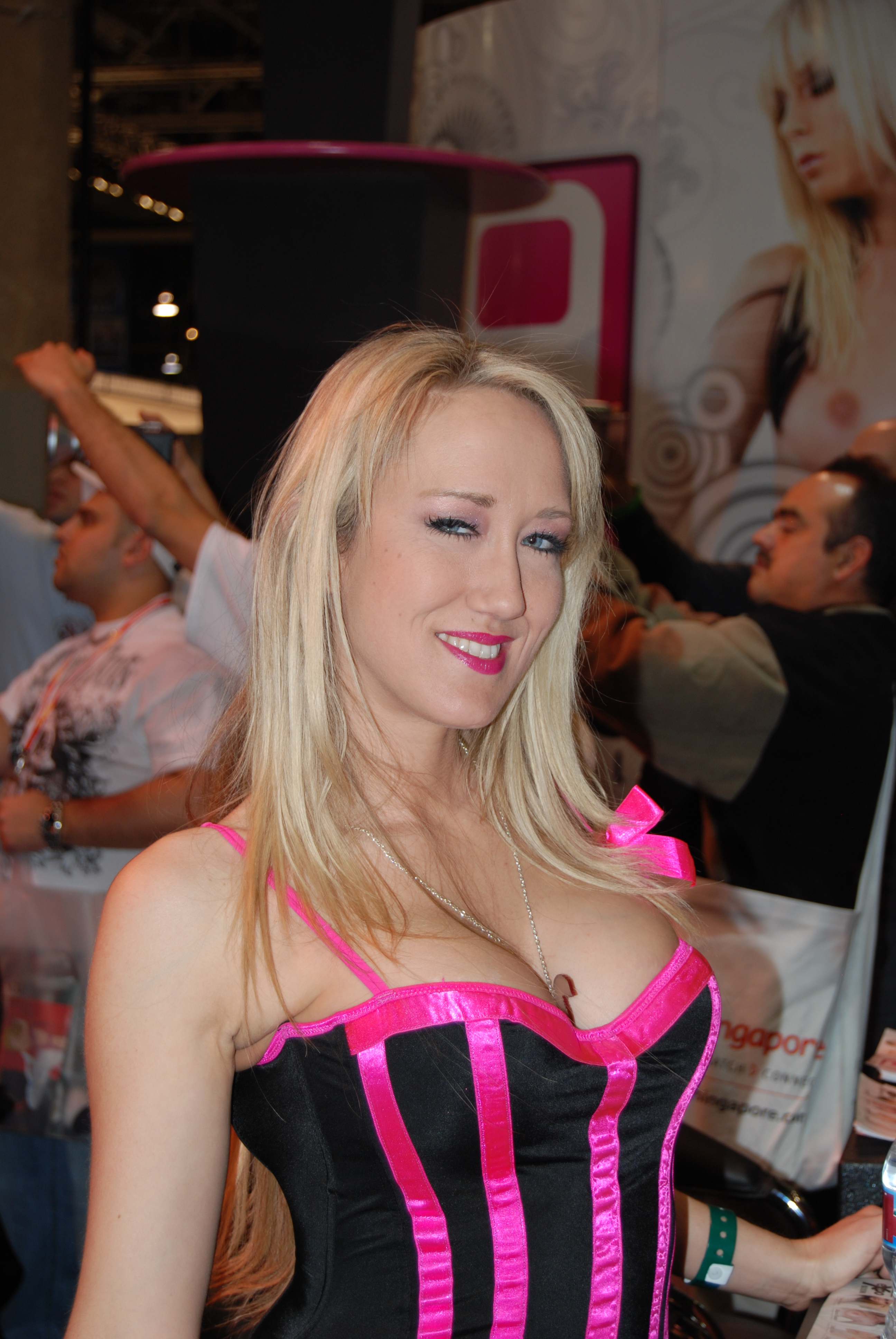
Алана Эванс на AVN Adult Entertainment Expo, 2008 год

Эванс и её муж стали владельцами своего любимого клуба, где, по её словам, она потеряла свои оставшиеся запреты. Она стала стриптизершей и танцовщицей на пилоне и стала думать о карьере фотомодели. Из-за шрама от аппендицита Эванс полагала, что не получит работы в журналах, поэтому в 21 год пошла в порноиндустрию. Она дебютировала 24 марта 1998 года, снявшись в первой сцене с Мистером Маркусом в фильме Real Sex Magazine 11. Первоначально она использовала мононим Алана, который произошёл от имени её бывшего мужа Алана. Фамилию Эванс к своему сценическому имени она добавила через несколько лет после дебюта в порно. Её агентом в то время был Реб Савитц (англ. Reb Sawitz) из Pretty Girl International. 7 мая 2012 года она подписала контракт с агентом Шай Лав.
По данным на 2020 год, Эванс снялась в 612 порнофильмах и срежиссировала 1 порноленту, включая многочисленные проекты Playboy TV и 30 софткор-фильмов. Она также вела программу на KSEX radio под названием All in the Porn Family до июня 2005 года, а также вела передачу для Playboy Radio под названием Private Calls, которая транслировалось по спутниковой радиосети Sirius. Она также является ведущим программы Spice Radio All Wives Cheat на Sirius XM 103.
Не удовлетворенная размером своего бюста, Эванс колебалась между идеей об хирургическом увеличении груди и принятием своего образа как естественной старлетки. В какой-то момент она заявила: «Они останутся натуральными… Я не хочу, чтобы в моём теле был пластик». Однако, в конце 2007 года грудь Аланы была увеличена до размера DD.

## Другая деятельность

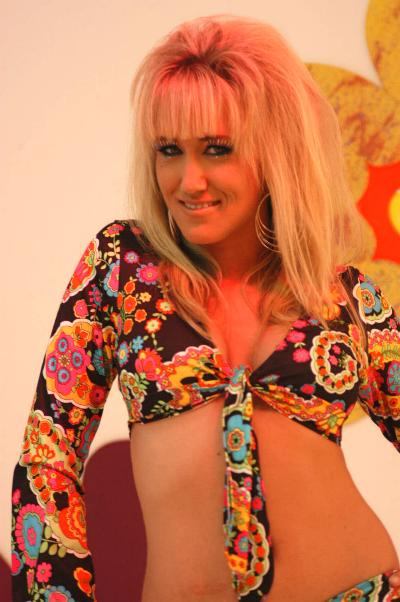

### Киностудии
В сентябре 2006 года Алана и Крис Эванс создали порно-кинокомпанию под названием CreamWorks Films. В первом фильме Pick 'Em Young Алана выступала вместе с исполнителями-новичками возрастом 18-21 год, которые были набраны через Myspace. Алана специализировалась на съёмках и отборе актёров, а Крис — на режиссуре и монтаже.
В ноябре 2008 года Алана и Крис Эванс запустили ещё одну продюсерскую компанию Royalty X Films. Первым фильмом студии стал Super Pink Holes.

### Компьютерные игры
20 сентября 2011 года Эванс и порноактриса Мисти Доун (Misti Dawn) запустили интерактивный сайт видеоигр под названием PwnedByGirls.com, который позволяет подписчикам играть в видеоигры с порнозвёздами через Xbox Live или на PlayStation Network.

### Музыка
В 2012 году Эванс дебютировала в профессиональном пении с песней «Pop That Tooshie», которая является ведущим синглом альбома Deep Chills группы Lords of Acid. В июне 2014 года она выпустила песню под названием «Make You Love Me».

### Пресса
В феврале 2014 года Эванс начала вести рубрику под названием The Stoned Gamer для журнала High Times.

## Личная жизнь
В ноябре 1999 года Алана вышла замуж за порноактёра Криса Эванса.
16 января 2018 года она заявила на The Today Show, что поддерживает Берни Сандерса на президентских выборах 2016 года.

## Награды и номинации
- 2002 XRCO Award победа — невоспетая сирена[18]
- 2003 AVN Award номинация — Best All-Girl Sex Scene (Film)
- 2007 AVN Award победа — Best Solo Sex Scene — Corruption[19]
- 2007 AVN Award номинация — Underrated Starlet of the Year (Unrecognized Excellence)
- 2007 AVN Award номинация — Best Supporting Actress (Video)
- 2007 XRCO Award номинация — невоспетая сирена
- 2008 AVN Award номинация — Best Supporting Actress (Video)
- 2008 XRCO Award номинация — MILF года
- 2015 AVN Award номинация — Best Supporting Actress[20]
- 2015 включена в AVN Hall of Fame[21]